# Polypodium martensii
Polypodium martensii är en stensöteväxtart som beskrevs av Georg Heinrich Mettenius. Polypodium martensii ingår i släktet Polypodium och familjen Polypodiaceae. Inga underarter finns listade.